# Rahma Bourqia
Rahma Bourqia, nacida en los alrededores de Khémisset en Marruecos en 1949, es una socióloga marroquí especialista del mundo rural, conocida tanto en el mundo de la investigación como de la política. Mujer de letras, es a la vez filósofa, socióloga y antropóloga. Es una científica marroquí muy reconocida. Ha sido la primera mujer rectora de universidad y es miembro de la Academia de las Ciencias del Reino de Marruecos.  
Ha desempeñado un papel activo en las grandes reformas educacionales, de la enseñanza superior y del Código de la Familia marroquíes. 
Sus trabajos sobre el Estado, el poder político, las mujeres, los jóvenes en las sociedades del Magreb son reconocidos en el mundo arabo-musulmán y han sido publicados en árabe, francés e inglés.  

## Biografía
Rahma Bourqia ha cursado estudios de filosofía y estudios de postgrado en sociología en la Universidad Mohammed V de Rabat. Ha hecho un doctorado en la universidad de Manchester. Su tesis “El Estado y la sociedad rural en Marruecos” ha recibido el premio Malcom Kerr a la mejor tesis doctoral del año 1988.
Fue decana de la facultad de letras de Mohammedia de febrero 1997 hasta abril de 2002. Donde desempeñó el cargo de responsable de la Unidad de Formación e Investigación “Sociología rural y desarrollo” de 1996 hasta 2001 y de la Unidad de Formación y de Investigación “Agua y Civilización” del 2001 a 2002. Es consultora de varios organismos internacionales: FIDA (Fondo Internacional de Desarrollo Agrícola, en Roma), OMS (Organización Mundial de la Salud en Geneva), Banco Mundial, (Washington,) El Abogado de Población en el Cairo, el Ford Foundation Programme MERC, etc. Ha sido miembro del Comité de Animación y de Coordinación de la Reforma Pedagógica de la Enseñanza Superior desde 2001 a 2002;  así como miembro de la Comisión Nacional de Acreditación y de Evaluación, y de varias otras comisiones científicas internacionales en Estados Unidos, Túnez, Egipto, etc.
Es profesor visitante y ha dado conferencias en varias universidades americanas, árabes y europeas (Old Dominion en Virginia, Harvard, Princeton y de Milwauke en los Estados Unidos;  la Universidad de Helsinki en Finlandia, la School of Oriental Studies en Londres, etc.)
Ha sido nombrada doctor honoris causa de la universidad de Paris Ouest Nanterre por "su compromiso social y su contribución a las investigaciones sociológicas y en particular su contribución al nuevo Código de la Familia". Ha sido igualmente nombrada doctor honoris causa por las universidades de Liège y de Indiana.

## Obra
Rahma Bourqia ha publicado en francés, inglés y árabe varios ensayos, como “Etat, pouvoir et société” (“Estado, poder y sociedad”), en 1991. Es autora de varios libros y artículos sobre  Marruecos, el Estado, el Magreb, la cultura marroquí, la historia, las mujeres y los jóvenes. Ha publicado varias obras sobre el Magreb y las mujeres, como "Le Maghreb : approches des mécanismes d'articulation" (El Magreb: enfoques de los mecanismos de articulación), aparecido en 1991, “Femmes, culture et société au Maghreb” (Mujeres, cultura y sociedad en el Magreb), en 1995 y “Femmes et fécondité” (Mujeres y fecundidad), en 1999.
Ha sabido explotar su conocimiento teórico para contribuir al mejoramiento de la condición de las mujeres marroquíes en medio rural. Su obra “Femmes, culture et société au Maghreb”, ha sido publicada en dos volúmenes. En el primer volumen, los artículos muestran una imagen de la mujer en el contexto de los valores locales y de la tradición. El segundo volumen interroga la situación actual desde un discurso histórico, jurídico y político del Magreb.
Rahma Bourqia ha coordinado el programa MEDCAMPUS sobre las “Mujeres en los países mediterráneos, de la tradición a la modernidad”.
Ha sido miembro de la Comisión consultiva para la reforma de la Moudouwana en febrero de 2004, reforma que ha mejorado especialmente los derechos de las mujeres en Marruecos.